# Behrn Arena
De Behrn Arena is een voetbalstadion in de Zweedse stad Örebro. Het stadion is vooral bekend onder haar vroegere naam Eyravallen. Het stadion werd gebruikt tijdens de WK in 1958.
De Zweedse voetbalclub Örebro SK speelt in het stadion dat een capaciteit van 14.500 personen heeft en is gebouwd in 1923. Op 8 juni 1961 werd er een record gevestigd door 20.066 personen naar een wedstrijd te laten kijken.
Naast dit voetbalstadion is er ook een ijshockeystadion met dezelfde naam in Örebro. Na een recente renovatie in 2010/2011 heeft die arena een capaciteit van 5000 personen.

## WK interland
| №  | Datum       | Wedstrijd             | Uitslag | Competitie | Toeschouwers |
| -- | ----------- | --------------------- | ------- | ---------- | ------------ |
| 1. | 8 juni 1958 | Frankrijk – Schotland | 2 – 1   | WK 1958    | 13.500       |

Råsunda stadion (Stockholm) · Nya Ullevi (Gothenburg) · Malmö Stadion (Malmö) · Tunavallen (Eskilstuna) · Nya Parken (Norrköping) · Jernvallen (Sandviken) · Rimnersvallen (Uddevalla) · Olympia (Helsingborg) · Ryavallen (Borås) · Örjans Vall (Halmstad) · Eyravallen (Örebro) · Arosvallen (Västerås)
Behrn Arena (Örebro SK) ·
Borås Arena (IF Elfsborg) ·
Falkenbergs IP (Falkenbergs FF) ·
Gamla Ullevi (IFK Göteborg) ·
Grimsta IP (IF Brommapojkarna) ·
Guldfågeln Arena (Kalmar FF) ·
Kopparvallen (Åtvidabergs FF) ·
Nya Parken (IFK Norrköping) ·
Olympia (Helsingborgs IF) ·
Rambergsvallen (BK Häcken) ·
Strandvallen (Mjällby AIF) ·
Strawberry Arena (AIK Fotboll) ·
Strömvallen (Gefle IF) ·
Eleda Stadion (Malmö FF) ·
Tele2 Arena (Djurgårdens IF) ·
Örjans vall (Halmstads BK)
Ängelholms IP (Ängelholms FF) ·
Finnvedsvallen (IFK Värnamo) ·
Gamla Ullevi (GAIS Göteborg) ·
Jämtkraft Arena (Östersunds FK) ·
Landskrona IP (Landskrona BoIS) ·
Myresjöhus Arena (Östers IF) ·
Norrporten Arena (GIF Sundsvall) ·
Påskbergsvallen (Varbergs BoIS) ·
Skarsjövallen (Ljungskile SK) ·
Stadsparksvallen (Jönköpings Södra IF) ·
Stora Valla (Degerfors IF) ·
Studenternas IP (IK Sirius FK) ·
Södertälje Fotbollsarena (Assyriska Föreningen, Syrianska FC) ·
Tele2 Arena (Hammarby IF) ·
Vapenvallen (Husqvarna FF)
Arosvallen ·
Bårsta IP ·
Enavallen ·
Folkungavallen ·
Fredriksskans IP ·
Gamla Ullevi ·
Herrgärdets IP ·
Hillängens IP ·
Jernvallen ·
Johanneshovs IP ·
Kamratvallen ·
Lövåsvallen ·
Malmö IP ·
Malmö Stadion ·
Motala IP ·
Norra IP ·
Ramnavallen ·
Råsunda IP ·
Råsundastadion ·
Rimnersvallen ·
Ruddalens IP ·
Ryavallen ·
Sandåkerns IP ·
Skogsvallen ·
Slottsskogsvallen ·
Olympisch Stadion (Stockholm) ·
Söderstadion ·
T3 Arena ·
Trollebo IP ·
IJsbaan van Eskilstuna ·
Ullevi ·
Vägga IP ·
Vångavallen ·
Värendsvallen